# Tipula (Schummelia) ahrensi
Tipula (Schummelia) ahrensi is een tweevleugelige uit de familie langpootmuggen (Tipulidae). De soort komt voor in het Palearctisch gebied.